# تورلي (بيدفوردشير)
تورلي (بالإنجليزية: Thurleigh)‏ هي قرية وأبرشية مدنية تقع في المملكة المتحدة في إنجلترا. يقدر عدد سكانها بـ 696 نسمة .